# Torre d'Arese
Torre d'Arese är en ort och kommun i provinsen Pavia i regionen Lombardiet i Italien. Kommunen hade 944 invånare (2018).